# Mitsuba Takanashi
Mitsuba Takanashi (高梨みつば?, Takanashi Mitsuba; 27 maggio 1975) è una fumettista giapponese.

## Biografia
Dopo una serie di brevi storie (raccolte in volumetti antologici), la sua prima opera lunga è stata Lui, il diavolo!, che le ha dato una certa notorietà nazionale ed internazionale, soprattutto nell'ambito degli amanti del j-rock e del visual kei: il protagonista di questa serie è infatti ispirato al musicista Hide, e sono spesso presenti, nel look dei personaggi, rimandi alla moda visual.
Attualmente è impegnata nella realizzazione della sua nuova opera lunga, Sumika Sumire.
In Italia sono state pubblicate da Star Comics sia Lui, il diavolo! che Crimson Hero.

## Opere
In grassetto le opere, di tutte le categorie, arrivate in Italia.

### Fumetti
Le date si riferiscono alla pubblicazione dei volumetti.
- 05/1997 - Tenshi no Pocket (天使のポケット?, Tenshi no Poketto, "Angelo tascabile"); 1 volume
- 06/1998 - Ohi-sama no hana (おひさまの花?, Ohi-sama no hana, "Il fiore del sole"); 1 volume
- 03/1999 - Bikō Route (微香ルート?, Bikō Ruuto, "La strada del profumo delicato"); 1 volume
- 07/1999~14/12/2002 - Lui, il diavolo! (悪魔で候?, Akuma de sorō); 11 volumi
  - 15/02~23/06/2008 - Lui, il diavolo! (riedizione); 7 volumi
- 25/06/2003 - Crimson Hero (紅色HERO?, Beniiro Hiiroo); 20 volumi
- 28/08/2013 - Sumika Sumire (スミカスミレ?); in corso

### Libri d'illustrazioni
- 24/01/2003 - Takanashi Mitsuba Illust shuu Akuma de sorō (高梨みつばイラスト集 悪魔で候?, Takanashi Mitsuba Irasto shuu Akuma de sorō) (artbook di Lui, il diavolo!)